# 汪圓圓
汪圓圓（1986年3月27日—），香港模特、演员。汪圓圓曾出演电影《導火綫》以及《西遊記之大鬧天宮》。她也是汪詩詩的妹妹。

## 生平
汪圓圓生于秘鲁利马。她的父親原本在秘魯經營珠寶生意。後來全家移居加拿大。 
汪圓圓曾在安大略省麥馬士達大學学习工商管理，後來又就讀於上海戏剧学院。 
汪圓圓畢業後當過模特。1998年通過電視劇《京城緝捕隊》出道。 2002年开始出演电视剧风云：雄霸天下 。 2007年，她出演电影導火綫 。
2011年，通过朋友介绍，汪圓圓結識了蔡加讚。2013年，汪圓圓与蔡加讚结婚。汪圓圓的婚紗由香港时装设计师Cecilia Yau设计。 
2014年，汪圓圓的女兒出生。2016年，汪圓圓的双胞胎儿子出生。 